# Liste der Baudenkmäler in Rüdenhausen
Auf dieser Seite sind die Baudenkmäler in dem unterfränkischen Markt Rüdenhausen zusammengestellt. Diese Tabelle ist eine Teilliste der Liste der Baudenkmäler in Bayern. Grundlage ist die Bayerische Denkmalliste, die auf Basis des Bayerischen Denkmalschutzgesetzes vom 1. Oktober 1973 erstmals erstellt wurde und seither durch das Bayerische Landesamt für Denkmalpflege geführt wird. Die folgenden Angaben ersetzen nicht die rechtsverbindliche Auskunft der Denkmalschutzbehörde.
 Diese Liste gibt den Fortschreibungsstand vom 6. April 2022 wieder und enthält 24 Baudenkmäler.

## Baudenkmäler nach Gemeindeteilen

### Rüdenhausen
| Lage                                              | Objekt | Beschreibung | Akten-Nr.     | Bild           |
| ------------------------------------------------- | --- | --- | ------------- | -------------- |
| Hindenburgstraße 8 (Standort)                     | Bauernhaus                                                                                                   | Eingeschossiger giebelständiger Satteldachbau mit Fachwerkgiebel, 18./19. Jahrhundert | D-6-75-162-2  | weitere Bilder |
| Hindenburgstraße 10 (Standort)                    | Wohnhaus | Eingeschossiger giebelständiger Mansardwalmdachbau mit Eckpilastern und Geschossgesims, erste Hälfte 19. Jahrhundert | D-6-75-162-3  | weitere Bilder |
| Jahnstraße 2 (Standort)                           | Hofanlage, Hauptgebäude ehemaliger Gasthof                                                                   | Zweigeschossiger traufseitiger Satteldachbau mit Ecklisenen sowie geohrten Fenster- und Türrahmungen, bezeichnet „1780“ | D-6-75-162-4  | weitere Bilder |
| Jahnstraße 2 (Standort)                           | Hofanlage, Hofportal                                                                                         | Mit Pinienaufsätzen | D-6-75-162-4  | weitere Bilder |
| Jahnstraße 2 (Standort)                           | Hofanlage, zugehörige Scheune und Backhaus                                                                   | 18. Jahrhundert | D-6-75-162-4  | weitere Bilder |
| Jahnstraße 6 (Standort)                           | Ehemaliges Gericht, bis 1806 Hochgericht, 1810–1848 Herrschaftsgericht der Grafen zu Castell, heute Wohnhaus | Zweigeschossiger Satteldachbau mit Zierfachwerk im Obergeschoss und Giebeldreieck, geschnitzte Ecksäule, Zahnschnittgesimse, bezeichnet „1572“ | D-6-75-162-5  | weitere Bilder |
| Jahnstraße 15 (Standort)                          | Wohnhaus | Eingeschossiger giebelständiger Sandsteinquaderbau mit Fachwerkgiebel und Mansardgiebeldach, rundbogiger Kellerabgang im Sockelbereich, um 1800 | D-6-75-162-6  | weitere Bilder |
| Kirchplatz 1 (Standort)                           | Evangelisch-lutherische Pfarrkirche St. Peter und Paul                                                       | Saalbau mit Polygonchor, 1708; mit Ausstattung | D-6-75-162-7  | weitere Bilder |
| Lohmühle 1 (Standort)                             | Steinportal                                                                                                  | Bezeichnet „1817“ | D-6-75-162-24 | BW             |
| Marktstraße 1 (Standort)                          | Fürstlich Castellsches Schloss                                                                               | Spätmittelalterliche ehemalige Wasserschlossanlage des 14.–16. Jahrhunderts mit polygonalem Bering und zwei Flankentürmen, von der alten Wasserschlossanlage des 16./17. Jahrhundert die südliche Hälfte erhalten, Erweiterungen und Restaurierungen 1909 ff.                   | D-6-75-162-9  | weitere Bilder |
| Marktstraße 2 (Standort)                          | Wohnhaus | Eingeschossiger verputzter Halbwalmdachbau mit Eckquaderung und Fenstergewänden aus Sandstein, frühes 19. Jahrhundert | D-6-75-162-10 | weitere Bilder |
| Marktstraße 2, 4 (Standort)                       | Barockportal                                                                                                 | Mit Vasenaufsätzen | D-6-75-162-10 | weitere Bilder |
| Marktstraße 5 (Standort)                          | Wohnhaus | Zweigeschossiger giebelständiger Sandsteinquaderbau mit verputztem Fachwerkobergeschoss und Satteldach, 17./18. Jahrhundert | D-6-75-162-12 | weitere Bilder |
| Marktstraße (Standort)                            | Hofmauer und Portal                                                                                          | Bezeichnet „1750“ | D-6-75-162-12 | weitere Bilder |
| Marktstraße 8 (Standort)                          | Wohnhaus | Eingeschossiger verputzter Satteldachbau mit geohrten Fenster- und Türrahmungen, Fachwerkaufbau, bezeichnet „1770“ | D-6-75-162-13 | weitere Bilder |
| Marktstraße 11 (Standort)                         | Wohn- und Geschäftshaus                                                                                      | zweigeschossiger, verputzter Satteldachbau, Fachwerkobergeschoss über massivem Erdgeschoss, 1698 (dendro.dat.), westliche Erweiterung 1791 (dendro.dat.), Ladeneinbau und Lukarne 2. Hälfte 19. Jh./frühes 20. Jh.                                                              | D-6-75-162-27 | weitere Bilder |
| Marktstraße 13 (Standort)                         | Ehemaliges Fürstliches Castell’sches Domäneamt, heute Rathaus                                                | Zweigeschossiger traufseitiger Mansarddachbau mit Fachwerkobergeschoss, großer gedrungener Rundbogen, bezeichnet „1817“ | D-6-75-162-14 | weitere Bilder |
| Marktstraße 15 (Standort)                         | Steinkreuz                                                                                                   | Als Spolie am Nebengebäude von Haus Nummer 15 eingemauert, ca. 70 cm hoch, Sandstein, wohl mittelalterlich | D-6-75-162-15 | weitere Bilder |
| Marktstraße (Standort)                            | Friedhof | Umfassende Bruchsteinmauer mit Sandsteinabdeckung, an der Mauer bezeichnet „1600“, in die Mauer innenseitig Epitaphien des 17./18. Jahrhunderts integriert, am Hauptportal eine Inschriftentafel                                                                                | D-6-75-162-16 | weitere Bilder |
| Paul-Gerhardt-Platz 2 (Standort)                  | Gasthaus, ehemaliger Casteller Hof                                                                           | Zweiflügelbau, zweigeschossig mit Satteldach und teilweise Fachwerkobergeschoss, erste Hälfte 19. Jahrhundert | D-6-75-162-17 | weitere Bilder |
| Paul-Gerhardt-Platz 4 (Standort)                  | Wohnhaus | Zweigeschossiger Mansarddachbau mit verputztem Fachwerkobergeschoss, geohrtes Portal, 18. Jahrhundert | D-6-75-162-18 | weitere Bilder |
| Paul-Gerhardt-Platz 5 (Standort)                  | Paul-Gerhardt-Haus, Gemeindehaus der evangelisch-lutherischen Kirche                                         | Zweigeschossiger Sandsteinquaderbau mit Stockwerksgesims, Ecklisenen und Halbwalmdach, Fachwerkgiebel, teils mit geohrten Fenster- und Türrahmungen, bezeichnet „1783“, korbbogiges Portalgewände, bezeichnet „1796“, im Giebel eine Steintafel mit weiterer Bezeichnung „1565“ | D-6-75-162-19 | weitere Bilder |
| Paul-Gerhardt-Platz 6 (Standort)                  | Hoftorpfosten                                                                                                | Sandstein, bezeichnet „1757“ | D-6-75-162-20 | BW             |
| Raiffeisenstraße 7; Raiffeisenstraße 9 (Standort) | Hoftorpfosten                                                                                                | Mit Radabweisern und Kugelaufsätzen, erste Hälfte 19. Jahrhundert | D-6-75-162-21 | BW             |
| Schloßstraße 8 (Standort)                         | Wohnhaus | Zweigeschossiger Halbwalmdachbau, verputztes Sandsteinmauerwerk, Eckquaderung sowie Stockwerks- und Traufgesims, geohrte Fenster- und Türrahmungen, 18./19. Jahrhundert | D-6-75-162-22 | weitere Bilder |
| Schloßstraße 10 (Standort)                        | Wohnhaus | Eingeschossiger giebelständiger Mansarddachbau, Zwerchhaus mit geschweiftem Fachwerkgiebel, geohrte Fensterrahmungen, bezeichnet „1778“ | D-6-75-162-23 | weitere Bilder |

### Dinkelmühle
| Lage                     | Objekt          | Beschreibung                    | Akten-Nr.     | Bild           |
| ------------------------ | --------------- | ------------------------------- | ------------- | -------------- |
| Dinkelmühle 1 (Standort) | Ehemalige Mühle | Anlage des 18./19. Jahrhunderts | D-6-75-162-25 | weitere Bilder |

### Eselsmühle
| Lage                    | Objekt               | Beschreibung                                                         | Akten-Nr.     | Bild           |
| ----------------------- | -------------------- | -------------------------------------------------------------------- | ------------- | -------------- |
| Eselsmühle 1 (Standort) | Ehemalige Eselsmühle | Anlage aus mehreren Gebäuden des 19. Jahrhunderts, über älterem Kern | D-6-75-162-26 | weitere Bilder |

## Abgegangene Baudenkmäler
| Lage                                | Objekt    | Beschreibung | Akten-Nr.    | Bild |
| ----------------------------------- | --------- | --- | ------------ | ---- |
| Rüdenhausen Bachstraße 5 (Standort) | Wohnhaus  | Zweigeschossiger giebelständiger Halbwalmdachbau, massives Erdgeschoss mit geohrten Fensterrahmungen und Eckpilastern, Fachwerkobergeschoss, 18. Jahrhundert | D-6-75-162-1 | BW   |
| Rüdenhausen Kirchplatz 8 (Standort) | Kleinhaus | Mit geohrten Fensterrahmungen, im Giebel Fachwerk, bezeichnet „1774“                                                                                         | D-6-75-162-8 | BW   |